# Cantone di Varennes-en-Argonne
Il Cantone di Varennes-en-Argonne era una divisione amministrativa dell'arrondissement di Verdun.
È stato soppresso a seguito della riforma complessiva dei cantoni del 2014, che è entrata in vigore con le elezioni dipartimentali del 2015.
Comprendeva i comuni di:
- Avocourt
- Baulny
- Boureuilles
- Charpentry
- Cheppy
- Esnes-en-Argonne
- Lachalade
- Malancourt
- Montblainville
- Varennes-en-Argonne
- Vauquois
- Véry